# 梅恩灣
梅恩灣（英語：Main Bay），是南極洲的海灣，位於南喬治亞群島，處於伯德島南岸，是喬丹灣的西部，由英國南極名稱諮詢委員會命名，由英國海外領土管轄。